# Himmelreich bei Bad Kösen
Das Himmelreich bei Bad Kösen ist ein FFH-Gebiet in der Stadt Naumburg (Saale) im Burgenlandkreis in Sachsen-Anhalt.

## Allgemeines
Das FFH-Gebiet ist circa 46 Hektar groß. Es grenzt nach Süden an das FFH-Gebiet „Saale-Ilm-Platten bei Bad Kösen“ und überlagert sich mit dem Landschaftsschutzgebiet „Saale“. Es ist durch die Landesverordnung zur Unterschutzstellung der Natura 2000-Gebiete im Land Sachsen-Anhalt (N2000-LVO LSA) seit dem 21. Dezember 2018 rechtlich gesichert. Zuständige untere Naturschutzbehörde ist der Burgenlandkreis.

## Beschreibung
Das FFH-Gebiet liegt südwestlich von Naumburg (Saale) im Naturpark Saale-Unstrut-Triasland. Es umfasst steil zum Saaletal abfallende Hänge des Prallhangs in einer Saaleschleife und zwei auf der Hochfläche daran anschließende bewaldete Bereiche. Die Wälder auf der Hochfläche und an flachen Hängen sind als Labkraut-Eichen-Hainbuchenwald mit Traubeneiche, Gemeiner Esche, Rotbuche und Hainbuche sowie Winterlinde und Feldahorn ausgebildet. Die Strauchschicht ist nur spärlich ausgebildet. In der Krautschicht siedeln Goldnessel, Waldveilchen, Dunkles Lungenkraut, Haselwurz, Waldknäuelgras und Nesselblättrige Glockenblume. Kleinflächig stockt auch Waldmeister-Buchenwald mit Rotbuche und Gemeiner Esche sowie Traubeneiche, Feldahorn und Hainbuche. In der Krautschicht siedelt unter anderem die Frühlingsplatterbse. An steileren und flachgründigeren Hängen stockt kleinflächig Orchideen-Buchenwald. Die Baumschicht ähnelt der des Waldmeister-Buchenwaldes. In der Krautschicht sind wärmeliebende Arten zu finden, darunter Weißes Waldvöglein, Fingersegge, Knackerdbeere und Großes Zweiblatt. Unter anderem auf steilen Schotterhängen stocken Schlucht- und Hangmischwälder mit Gemeiner Esche, Bergahorn und Sommerlinde. In der Krautschicht siedeln Knoblauchsrauke, Klettenlabkraut, Brennnessel, Waldziest, Waldsegge, Dunkles Lungenkraut, Scharbockskraut und Sanikel. Die steilen Schotterhänge sind überwiegend von Kalktrockenrasen und Halbtrockenrasen eingenommen, kleinflächig sind auch offene Felsbänke zu finden. Auf den Trockenrasen siedeln Blaugras, Traubige Graslilie und Rispige Graslilie, Berggamander, Kleine Wiesenraute und Hufeisenklee, auf den Halbtrockenrasen siedeln Erdsegge, Pyramidenschillergras, Breitblättriger Thymian und Aufrechter Ziest. Auf den Felsbänken sind Wimperperlgras, Blauschwingel, Sprossendes Nelkenköpfchen, Gewöhnlicher Natternkopf, Blauer Lattich, Scharfer Mauerpfeffer und Zwiebelrispengras sowie Felsspaltenvegetation zu finden. An den Hangfüßen und in der Aue der Saale stocken nur kleinflächig Sternmieren-Eichen-Hainbuchenwälder sowie Hartholz- und Weichholzauenwälder. Weiterhin sind hier Grünländer zu finden, die kleinflächig als Salbei-Glatthaferwiese ausgebildet sind.
Die trockenen Hangbereiche sind Lebensraum der Zauneidechse. Das FFH-Gebiet beherbergt eine artenreiche Fledermausfauna mit Mopsfledermaus, Großem Mausohr, Großem Abendsegler, Braunem Langohr, Kleinem Abendsegler, Bechsteinfledermaus, Breitflügelfledermaus, Fransenfledermaus, Nymphenfledermaus, Wasserfledermaus und Zwergfledermaus.